# Шеневьер
Шеневье́р (фр. Chenevières) — коммуна во французском департаменте Мёрт и Мозель региона Лотарингия. Относится к  кантону Люневиль-Сюд.	

## География
Шеневьер расположен в 39 км к юго-востоку от Нанси. Соседние коммуны: Флен на юго-востоке, Ватимениль на юге, Сен-Клеман и Ларонкс на северо-западе.

## История
- В 1953-1955 в окрестностях Шеневьера была сооружена военно-воздушная база НАТО и ВВС США в Европе, занимавшая 368 га. Изрредка использовалась для учений. В 1964 году войска США были эвакуированы с базы. С тех пор она занята различными французскими войсковыми соединениями.

## Демография
Население коммуны на 2010 год составляло 451 человек.
| 1962 | 1968 | 1975 | 1982 | 1990 | 1999 | 2010 |
| ---- | ---- | ---- | ---- | ---- | ---- | ---- |
| 367  | 342  | 427  | 371  | 451  | 490  | 451  |

## Достопримечательности
- Церковь XVIII века.